# Efemeriden

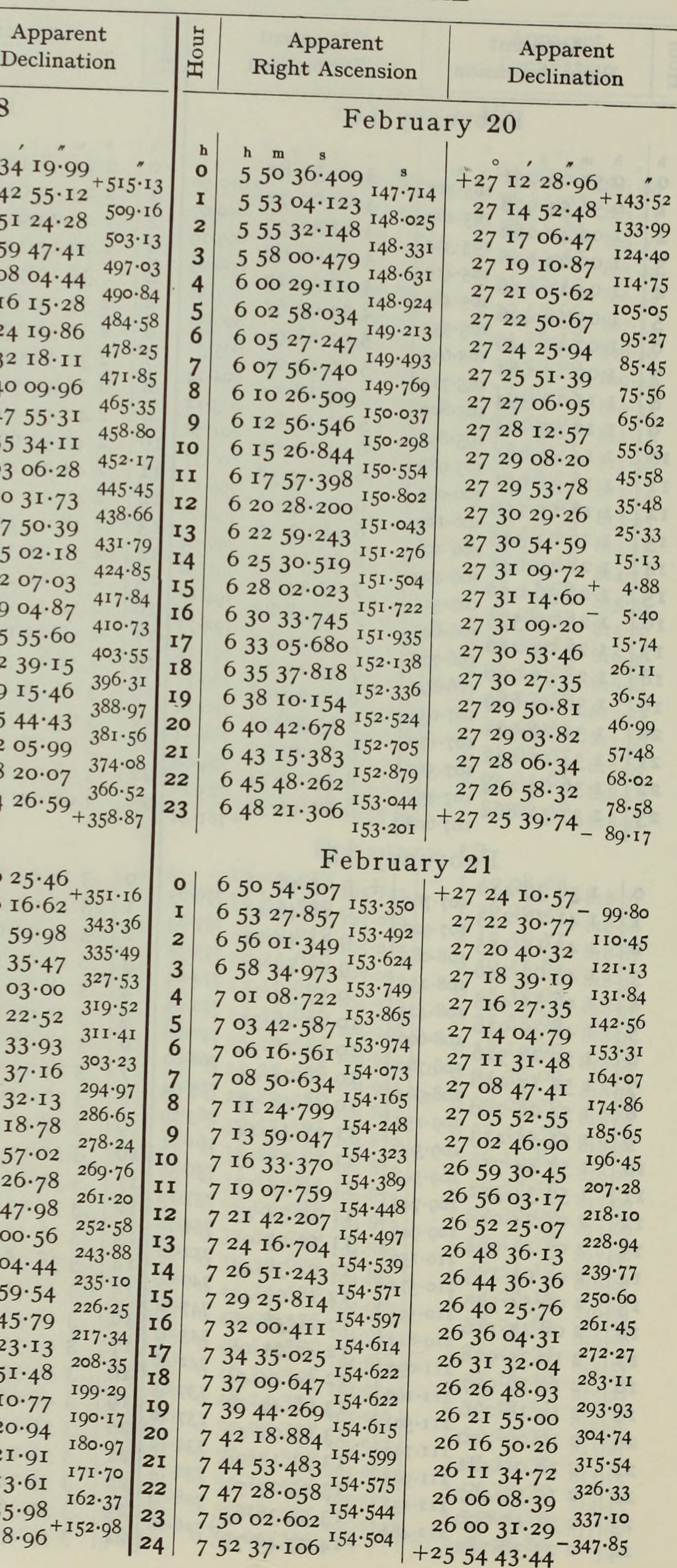
Efemeriden van de maan in februari 1967 (American Ephemeris and Nautical Almanac)

Efemeriden zijn tabellen die de posities aangeven van een hemellichaam dat zich langs de hemel beweegt, voor een reeks van toekomstige tijdstippen. De posities worden per jaar vooruit berekend en bijvoorbeeld voor de zon, de planeten en de maan opgegeven in de verschillende sterrenkundige almanakken.
Efemeriden zijn in uiteenlopende disciplines van belang, variërend van sterrenkunde en astrologie tot de architectuur, waar ze voor belichtingsmodellen worden gebruikt.
Vóór de uitvinding van de chronometer in de achttiende eeuw, hadden efemeriden een belangrijke functie, bij onder meer navigatie, voor het berekenen van de geografische lengte. De oorsprong van het koppelen van astronomische verschijnselen aan lengtegraden ligt bij de Griekse astronoom Eratosthenes (derde eeuw v.Chr.). De eerste nauwkeurige tabellen verschenen in 1553 met de "Prutenicae Tabulae" ( "Pruisische Tabellen") van Erasmus Reinhold.